# Lilla Bornö
Lilla Bornö är en ö i Gullmarn i Uddevalla kommun i Bohuslän. Det smala sundet på öns västsida mot Stora Bornö utgör gränsen till Lysekils kommun. På ön finns två fritidshus, det ena på östra sidan, och det andra på den norra sidan.